# Emanuele Giaccherini
Emanuele Giaccherini (Bibbiena, 5 mei 1985) is een Italiaans voetballer die doorgaans als aanvallende middenvelder speelt. Hij verruilde Napoli in juli 2018 voor Chievo Verona, dat hem in het voorgaande halfjaar al huurde. Giaccherini debuteerde op 10 juni 2012 in het Italiaans voetbalelftal.

## Clubcarrière
Giaccherini stroomde in 2004 door vanuit de jeugd van AC Cesena. In zijn eerste seizoen in het eerste elftal maakte hij vijftien doelpunten in de groepsfase van de Campionato Nazionale Primavera. Daarna werd hij voor vier seizoenen uitgeleend aan achtereenvolgens Forlì FC, Bellaria Igea en AC Pavia, alle drie actief in de Lega Pro destijds. Aan het einde van het seizoen 2007/08 keerde Giaccherini terug naar Cesena.
Giaccherini transfereerde op 25 augustus 2012 naar Juventus. Voor Juventus debuteerde hij in een competitiewedstrijd tegen Parma. Giaccherini maakte op 8 december 2011 zijn eerste doelpunt voor de club, in een wedstrijd om de Coppa Italia tegen Bologna. Met Juventus werd Giaccherini in de jaargangen 2011/212 en 2012/13 kampioen van de Serie A, maar niet als basisspeler.
Juventus verkocht Giaccherini op 10 juli 2013 voor acht miljoen euro aan Sunderland. Hiervoor speelde hij in zijn eerste seizoen 24 wedstrijden in de Premier League, in het tweede acht. Sunderland verhuurde Giaccherini in augustus 2015 voor een jaar aan Bologna. Hiervoor speelde hij dat seizoen 28 wedstrijden in de Serie A, zijn meest actieve jaargang sinds die van 2010/11. Zijn ploeggenoten en hij eindigden op de veertiende plaats.
Giaccherini tekende in juli 2016 een contract tot medio 2019 bij Napoli, de nummer twee van Italië in het voorgaande seizoen.

## Clubstatistieken
| Seizoen | Club                   | Competitie     | Competitie | Competitie | Beker | Beker | Supercup | Supercup | Internationaal | Internationaal | Totaal | Totaal |
| Seizoen | Club                   | Competitie     | Wed.       | Dlp.       | Wed.  | Dlp.  | Wed.     | Dlp.     | Wed.           | Dlp.           | Wed.   | Dlp.   |
| ------- | ---------------------- | -------------- | ---------- | ---------- | ----- | ----- | -------- | -------- | -------------- | -------------- | ------ | ------ |
| 2004/05 | AC Cesena              | Serie B        | 0          | 0          | 0     | 0     | —        | —        | —              | —              | 0      | 0      |
| 2004/05 | → Forlì FC             | Serie C2       | 22         | 1          | 0     | 0     | —        | —        | —              | —              | 22     | 1      |
| 2005/06 | → Bellaria Igea Marina | Serie C2       | 30         | 1          | 0     | 0     | —        | —        | —              | —              | 0      | 0      |
| 2006/07 | → Bellaria Igea Marina | Serie C2       | 7          | 2          | 0     | 0     | —        | —        | —              | —              | 7      | 2      |
| 2007/08 | → AC Pavia             | Serie C2       | 28         | 9          | 2     | 1     | —        | —        | —              | —              | 30     | 10     |
| 2008/09 | AC Cesena              | Serie C1       | 29         | 5          | 4     | 2     | —        | —        | —              | —              | 33     | 7      |
| 2009/10 | AC Cesena              | Serie B        | 32         | 8          | 2     | 1     | —        | —        | —              | —              | 34     | 9      |
| 2010/11 | AC Cesena              | Serie A        | 36         | 7          | 0     | 0     | —        | —        | —              | —              | 36     | 7      |
| 2011/12 | Juventus               | Serie A        | 23         | 1          | 4     | 2     | —        | —        | —              | —              | 27     | 3      |
| 2012/13 | Juventus               | Serie A        | 17         | 3          | 3     | 0     | 1        | 0        | 4              | 0              | 25     | 3      |
| 2013/14 | Sunderland             | Premier League | 24         | 4          | 8     | 1     | —        | —        | —              | —              | 32     | 5      |
| 2014/15 | Sunderland             | Premier League | 8          | 0          | 3     | 0     | —        | —        | —              | —              | 11     | 0      |
| 2015/16 | Bologna                | Serie A        | 28         | 7          | 0     | 0     | —        | —        | —              | —              | 28     | 7      |
| 2016/17 | SSC Napoli             | Serie A        | 16         | 1          | 1     | 1     | —        | —        | 2              | 0              | 19     | 2      |
| 2017/18 | SSC Napoli             | Serie A        | 4          | 0          | 0     | 0     | —        | —        | 0              | 0              | 4      | 0      |
| Totaal  | Totaal                 | Totaal         | 304        | 49         | 25    | 8     | 1        | 0        | 6              | 0              | 336    | 57     |

## Interlandcarrière
Giaccherini debuteerde in 2012 onder leiding van bondscoach Cesare Prandelli in het Italiaans voetbalelftal, in een wedstrijd op het Europees kampioenschap voetbal 2012 tegen Spanje (eindstand 1–1). Italië bereikte de finale, waarin La Squadra Azzurra met 4–0 verloor van titelverdediger Spanje. Giaccherini kwam niet aan speelminuten in deze finale. In 2013 speelde hij met Italië op de Confederations Cup, waar het elftal de halve finale bereikte. Op 23 mei 2016 werd Giaccherini opgenomen in de selectie voor het Europees kampioenschap voetbal 2016 in Frankrijk. Hij nam het openingsdoelpunt voor zijn rekening in het eerste groepsduel tegen België (2–0), dat gespeeld werd op maandag 13 juni 2016 in Lyon. Italië werd in de kwartfinale na strafschoppen uitgeschakeld door Duitsland.
| Interlands van Emanuele Giaccherini voor Italië | Interlands van Emanuele Giaccherini voor Italië | Interlands van Emanuele Giaccherini voor Italië | Interlands van Emanuele Giaccherini voor Italië | Interlands van Emanuele Giaccherini voor Italië | Interlands van Emanuele Giaccherini voor Italië | Interlands van Emanuele Giaccherini voor Italië |
| №                                               | Datum                                           | Wedstrijd                                       | Uitslag                                         | Competitie                                      | Goals                                           |                                                 |
| Als speler bij Juventus FC                      | Als speler bij Juventus FC                      | Als speler bij Juventus FC                      | Als speler bij Juventus FC                      | Als speler bij Juventus FC                      | Als speler bij Juventus FC                      |                                                 |
| ----------------------------------------------- | ----------------------------------------------- | ----------------------------------------------- | ----------------------------------------------- | ----------------------------------------------- | ----------------------------------------------- | ----------------------------------------------- |
| 1.                                              | 10 juni 2012                                    | Italië – Spanje                                 | 1 – 1                                           | EK 2012                                         |                                                 |                                                 |
| 2.                                              | 14 juni 2012                                    | Kroatië – Italië                                | 1 – 1                                           | EK 2012                                         |                                                 |                                                 |
| 3.                                              | 7 september 2012                                | Bulgarije – Italië                              | 2 – 2                                           | Kwalificatie WK 2014                            |                                                 |                                                 |
| 4.                                              | 12 oktober 2012                                 | Armenië – Italië                                | 1 – 3                                           | Kwalificatie WK 2014                            |                                                 |                                                 |
| 5.                                              | 16 oktober 2012                                 | Italië – Denemarken                             | 3 – 1                                           | Kwalificatie WK 2014                            |                                                 |                                                 |
| 6.                                              | 14 november 2012                                | Italië – Frankrijk                              | 1 – 2                                           | Vriendschappelijk                               |                                                 |                                                 |
| 7.                                              | 21 maart 2013                                   | Brazilië – Italië                               | 2 – 2                                           | Vriendschappelijk                               |                                                 |                                                 |
| 8.                                              | 26 maart 2013                                   | Malta – Italië                                  | 0 – 2                                           | Kwalificatie WK 2014                            |                                                 |                                                 |
| 9.                                              | 11 juni 2013                                    | Haïti – Italië                                  | 2 – 2                                           | Vriendschappelijk                               | 1'                                              |                                                 |
| 10.                                             | 16 juni 2013                                    | Mexico – Italië                                 | 1 – 2                                           | Confederations Cup                              |                                                 |                                                 |
| 11.                                             | 19 juni 2013                                    | Japan – Italië                                  | 3 – 4                                           | Confederations Cup                              |                                                 |                                                 |
| 12.                                             | 22 juni 2013                                    | Brazilië – Italië                               | 4 – 2                                           | Confederations Cup                              | 51'                                             |                                                 |
| 13.                                             | 27 juni 2013                                    | Italië – Spanje                                 | 0 – 0                                           | Confederations Cup                              |                                                 |                                                 |
| 14.                                             | 30 juni 2013                                    | Uruguay – Italië                                | 2 – 2                                           | Confederations Cup                              |                                                 |                                                 |
| Als speler bij Sunderland FC                    |                                                 |                                                 |                                                 |                                                 |                                                 |                                                 |
| 15.                                             | 14 augustus 2013                                | Italië – Argentinië                             | 1 – 2                                           | Vriendschappelijk                               |                                                 |                                                 |
| 16.                                             | 6 september 2013                                | Italië – Bulgarije                              | 1 – 0                                           | Kwalificatie WK 2014                            |                                                 |                                                 |
| 17.                                             | 10 september 2013                               | Italië – Tsjechië                               | 2 – 1                                           | Kwalificatie WK 2014                            |                                                 |                                                 |
| 18.                                             | 18 november 2013                                | Nigeria – Italië                                | 2 – 2                                           | Vriendschappelijk                               | 47'                                             |                                                 |
| 19.                                             | 5 maart 2014                                    | Spanje – Italië                                 | 1 – 0                                           | Vriendschappelijk                               |                                                 |                                                 |
| 20.                                             | 4 september 2014                                | Italië – Nederland                              | 2 – 0                                           | Vriendschappelijk                               |                                                 |                                                 |
| 21.                                             | 9 september 2014                                | Noorwegen – Italië                              | 0 – 2                                           | Kwalificatie EK 2016                            |                                                 |                                                 |
| Als speler bij Bologna FC                       |                                                 |                                                 |                                                 |                                                 |                                                 |                                                 |
| 22.                                             | 24 maart 2016                                   | Italië – Spanje                                 | 1 – 1                                           | Vriendschappelijk                               |                                                 |                                                 |
| 23.                                             | 29 maart 2016                                   | Duitsland – Italië                              | 4 – 1                                           | Vriendschappelijk                               |                                                 |                                                 |
| 24.                                             | 29 mei 2016                                     | Italië – Schotland                              | 1 – 0                                           | Vriendschappelijk                               |                                                 |                                                 |
| 25.                                             | 6 juni 2016                                     | Italië – Finland                                | 2 – 0                                           | Vriendschappelijk                               |                                                 |                                                 |
| 26.                                             | 13 juni 2016                                    | België – Italië                                 | 0 – 2                                           | EK 2016                                         | 32'                                             |                                                 |
| 27.                                             | 17 juni 2016                                    | Italië – Zweden                                 | 1 – 0                                           | EK 2016                                         |                                                 |                                                 |
| 28.                                             | 27 juni 2016                                    | Italië – Spanje                                 | 2 – 0                                           | EK 2016                                         |                                                 |                                                 |
| 29.                                             | 2 juli 2016                                     | Duitsland – Italië                              | 1 – 1 (6 – 5 n.s.)                              | EK 2016                                         |                                                 |                                                 |

Bijgewerkt op 3 juli 2016.

## Erelijst
| Competitie       | Aantal   | Jaren            |          |          |
| Juventus         | Juventus | Juventus         | Juventus | Juventus |
| ---------------- | -------- | ---------------- | -------- | -------- |
| Nationaal        |          |                  |          |          |
| Kampioen Serie A | 2×       | 2011/12, 2012/13 |          |          |
| Supercoppa       | 1×       | 2012             |          |          |

1 Buffon  ·
2 Maggio ·
3 Chiellini ·
4 Ogbonna ·
5 Motta ·
6 Balzaretti ·
7 Abate ·
8 Marchisio ·
9 Balotelli ·
10 Cassano ·
11 Di Natale ·
12 Sirigu ·
13 Giaccherini ·
14 De Sanctis ·
15 Barzagli ·
16 De Rossi ·
17 Borini ·
18 Montolivo ·
19 Bonucci ·
20 Giovinco ·
21 Pirlo ·
22 Diamanti ·
23 Nocerino ·
Coach: Prandelli
1 Buffon  ·
2 Maggio ·
3 Chiellini ·
4 Astori ·
5 De Sciglio ·
6 Candreva ·
7 Aquilani ·
8 Marchisio ·
9 Balotelli ·
10 Giovinco ·
11 Gilardino ·
12 Sirigu ·
13 Marchetti ·
14 El Shaarawy ·
15 Barzagli ·
16 De Rossi ·
17 Cerci ·
18 Montolivo ·
19 Bonucci ·
20 Abate ·
21 Pirlo ·
22 Giaccherini ·
23 Diamanti ·
Coach: Prandelli
1 Buffon  ·
2 De Sciglio ·
3 Chiellini ·
4 Darmian ·
5 Ogbonna ·
6 Candreva ·
7 Zaza ·
8 Florenzi ·
9 Pellè ·
10 Motta ·
11 Immobile ·
12 Sirigu ·
13 Marchetti ·
14 Sturaro ·
15 Barzagli ·
16 De Rossi ·
17 Éder ·
18 Parolo ·
19 Bonucci ·
20 Insigne ·
21 Bernardeschi ·
22 El Shaarawy ·
23 Giaccherini ·
Coach: Conte